# Saint-Martin-la-Méanne
Saint-Martin-la-Méanne település Franciaországban, Corrèze megyében. Lakosainak száma 345 fő (2022. január 1.). Saint-Martin-la-Méanne Bassignac-le-Haut, Champagnac-la-Prune, Gros-Chastang, La Roche-Canillac, Saint-Martial-Entraygues, Servières-le-Château és Argentat-sur-Dordogne községekkel határos.

## Népesség
A település népessége az elmúlt években az alábbi módon változott:
| Lakosok száma | 532  | 393  | 362  | 358  | 348  | 341  | 340  | 340  | 338  | 345  |
|               | 1968 | 1982 | 1990 | 2006 | 2013 | 2015 | 2017 | 2019 | 2020 | 2022 |